# Галёнки (аэродром)
Галёнки — военный аэродром в Приморском крае, расположенный в окрестностях села Галёнки и станции ДВЖД Галёнки.

## История
В период с 5 января 1942 года по октябрь 1945 года на аэродроме базировался 582-й истребительный авиационный полк, принимавший участие в Советско-японской войне на самолётах Ла-5.
С сентября 1950 года на аэродроме дислоцировался 18-й Гвардейский Витебский дважды Краснознаменный ордена Суворова третьей степени, ордена Почетного легиона истребительный авиационный полк «Нормандия — Неман». На вооружении полка состояли самолёты МиГ-15, МиГ-17, МиГ-21.
В 1982 году истребительный авиационный полк преобразован в авиационный полк истребителей-бомбардировщиков. В мае 1989 года полк перевооружился на МиГ-27К и МиГ-27Д. В марте 1993 полк получил самолёты Су-25 и преобразован в штурмовой. 12.11.2009 года 18-й гвардейский штурмовой авиационный Витебский дважды Краснознаменный ордена Суворова, ордена Почетного легиона полк «Нормандия — Неман» в рамках проводимой военной реформы ликвидирован. Накануне состоялось прощание полка с Боевым Красным знаменем.
1 декабря 2009 года полк и части обеспечения аэродрома преобразованы в 6983-ю гвардейской авиационную базу первого разряда (в/ч 62231). В конце 2010 года штаб 6983-й АвБ перенесён в гарнизон Хурба-2, остатки 18-го гв. ШАП стали авиагруппой штурмовой авиации. Затем авиагруппа была перебазирована на аэродром Черниговка (Приморский край), где слилась с остатками местного 187-го штурмового авиаполка.
1 декабря 2013 года на аэродроме Черниговка вновь был образован 18-й гвардейский штурмовой авиационный полк. На вооружении полка самолёты Су-25СМ.
Аэродром Галёнки в н.в. законсервирован (??).

## Данные аэродрома
- Наименование — Галёнки (Galenki)
- Индекс аэродрома — ЬХИГ / XHIG
- ВПП 02/20
- Превышение 120 м
- Ширина — 42 м
- Длина — 2500 м
- Курс магнитный 019°/199°
- Курс истинный 009°/189°
- Покрытие — твёрдое (бетон)
- Освещение — нет
- Круг полётов RL
- Позывной (подход) — «Нарвик-Подход»